# مورگان گریفیث
مورگان گریفیث (به انگلیسی: Morgan Griffith) نمایندهٔ حوزه انتخابیه نهم ویرجینیا از حزب جمهوری‌خواه ایالات متحده آمریکا در مجلس نمایندگان ایالات متحده آمریکا است که برای نخستین‌بار در ۲۸ ژانویه ۲۰۱۱ میلادی به‌عضویت این مجلس درآمد.